# James Edward Murray

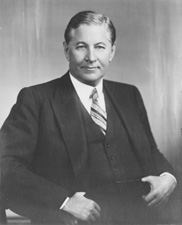
James Edward Murray

James Edward Murray (* 3. Mai 1876 bei St. Thomas, Elgin County, Ontario; † 23. März 1961 in Butte, Montana) war ein US-amerikanischer Politiker kanadischer Herkunft, der den Bundesstaat Montana von 1934 bis 1961 als Demokrat im US-Senat vertrat.

## Leben
Murray kam auf einer Farm in Ontario zur Welt. Er graduierte 1897 am St. Jerome's College in Berlin, dem heutigen Kitchener, und siedelte im selben Jahr in die Vereinigten Staaten über, wo er sich in Butte niederließ. Im Jahr 1900 wurde er eingebürgert und machte seinen Abschluss an der juristischen Fakultät der New York University, 1901 erfolgte die Aufnahme in die Anwaltskammer, woraufhin er in Butte zu praktizieren begann. Dort war er auch im Bankgewerbe tätig. Von 1906 bis 1908 bekleidete er den Posten des Bezirksstaatsanwalts im Silver Bow County.
Von 1933 bis 1934 fungierte Murray als Vorsitzender der in Montana mit der Arbeit der Public Works Administration befassten Behörde. Dies war eine im Rahmen des New Deal geschaffene Agentur der Bundesregierung. Am 6. November 1934 wurde er als Nachfolger des verstorbenen Thomas J. Walsh in den US-Senat gewählt. Nach zahlreichen Wiederwahlen trat er schließlich 1960 nicht mehr an und schied somit am 3. Januar 1961 aus dem Kongress aus. Während seiner Zeit im Kongress war er Vorsitzender mehrerer Ausschüsse; unter anderem leitete er das Committee on Education and Labor. Keine drei Monate nach dem Ende seiner politischen Laufbahn verstarb James Murray in Butte.
Murray war seit 1905 mit Viola Edna Horgan (1879–1950) verheiratet. Das Paar hatte sechs Söhne. Einer der Söhne, Edward Eugene Murray, heiratete 1944 Daphne Peabody, die Tochter des New Yorker Architekten Julian Peabody.